# Templo Beth-El (edificio de 1921)
El antiguo templo Beth-El es un edificio histórico ubicado en 8801 Woodward Avenue (Woodward en Gladstone) en Detroit, Míchigan. Fue construido en 1921 e incluido en el Registro Nacional de Lugares Históricos en 1982.

## Arquitectura
En 1921, el templo Beth El de Detroit, bajo el liderazgo del rabino Leo M. Franklin, había superado su edificio anterior en Woodward y Eliot. Además, muchos miembros de la congregación se habían mudado a áreas como Boston-Edison y Atkinson Avenue que no proscribían a los residentes judíos. La congregación obtuvo una parcela de tierra cerca de estos vecindarios en Woodward y Gladstone y contrató al congregante Albert Kahn para diseñar un nuevo templo. La piedra angular del nuevo edificio se colocó el 20 de septiembre de 1921, con la dedicación del 10 al 12 de noviembre de 1922.
El templo diseñado por Kahn es una estructura clásica de techo plano construida con piedra caliza. En la fachada que da a Woodward, ocho columnas jónicas forman un enorme porche y enmarcan tres grandes pares de puertas. A lo largo de la fachada que da a Gladstone, ocho altos y estrechos están enmarcados por pilares macizos.

## Historia
A principios de 1974, la congregación de Beth El se mudó nuevamente, esta vez a Bloomfield Hills, y el edificio se vendió al Lighthouse Tabernáculo, pasando a ser conocido como la Catedral del Faro. La Iglesia Bautista de Little Rock fue propietaria del edificio desde 2008 hasta 2014 y lo usó como centro comunitario. En 2008, fue ocupada por la Iglesia del Pacto Citadel of Faith. En junio de 2010, la iglesia fue ocupada por The Community Church of Christ, bajo el liderazgo del pastor R.A. Cranford. En octubre de 2013, Breakers Covenant Church International comenzó a alquilar un espacio para sus servicios de adoración bajo el liderazgo del pastor Aramis D. Hinds Sr. A partir de octubre de 2014, Breakers Covenant Church International es ahora el nuevo propietario de esta propiedad.
A partir de 2017, el edificio Detroit Beth El ahora se conoce como el Bethel Community Transformation Center, propiedad de una junta directiva multirracial y multirreligiosa que planea convertir el edificio en un teatro, un centro multirreligioso y un centro comunitario.